# Basenji
Basenji (basendži, angl. Congo Dog) je lehké středně velké vysokonohé psí plemeno. Pochází ze střední Afriky, patronát drží Spojené království.

## Původ
Psi, podobní plemeni Basenji původně vznikli z dávných polodivokých vlasatých psů, tzv. šensiů, kteří žili s africkými kmeny Pygmejů v Kongu. Jde o jedno z nejprimitivnějších a nejpůvodnějších, dodnes existujících plemen. V polovině 19. století toto zapomenuté plemeno oživili badatelé v jižním Súdánu a v Kongu. V Kongu se Basenji využívali jako lovečtí psi, sloužící k nahánění zvěře do sítí.

## Neštěkavost
Basenji je známý tím, že neumí štěkat, resp. neštěká v pravém slova smyslu. Jen když se lekne či bojí, umí vydat krátký ostrý zvuk. Nejpravděpodobnější důvod „neštěkavosti“ je skutečnost, že Basenji má hrtanový prostor menší ve srovnání s jinými domácími psy. Tato skutečnost způsobuje omezení pohybu hlasivek a tím znemožňuje štěkavý zvuk. I když je neštěkavý, přesto vůbec nelze říci, že je Basenji němý. Vládne celou škálou ostatních psích zvuků, a některé zvuky jsou právě u této rasy přímo unikátní.

## Popis
Má lesklou, krátkou a jemnou srst zbarvení je černobílé, červenobílé, trikolorní nebo žíhané s bílou. Vždy jsou však bílé tlapy, hruď a konec ocasu. Důležitá je však především harmonická postava. Kostra je lehká, pes má poněkud zkrácený formát a vzpřímený krk. Hlava je plochá, při vztyčených uších se na obličeji tvoří vrásky. Přechod od čela k čenichu je sotva zřetelný. Ocas je vysoko nasazený, jednou nebo dvakrát zatočený nad hřbetem.

## Charakter
Tichý, k cizím zcela nedůvěřivý a venku zdánlivě nekontaktní pes. V domácím prostředí se stává mimořádně milým a citlivým společníkem. Je laskavý k dětem, avšak vždy připraven utkat se v boji se svými vrstevníky. Udělá mnoho pro přízeň svého pána, při výcviku ale může být tvrdohlavý. Má velmi vyvinut lovecký pud. Je velmi čistotný a nevydává zápach, o svou srst dokonce pečuje jako kočka. Hodí se do bytových podmínek, naopak je nevhodný do kotce.